# Bedő Zoltán
Bedő Zoltán (Debrecen, 1951. október 21. –) magyar agrármérnök, agrobotanikus, növénynemesítő, a Magyar Tudományos Akadémia rendes tagja. A kalászos gabona, elsősorban a búzafajták nemesítésének neves kutatója. Kutatási területébe tartozik a különböző búzafajták adaptációs és stressztűrő képességeinek vizsgálata, illetve a magyar búzafajták molekuláris és biokémiai elemzése. 1992-től az MTA Mezőgazdasági Kutatóintézet igazgatója, 2012-től az Agrártudományi Kutatóközpont (korábbi nevén MTA Agrártudományi Kutatóközpont) főigazgatója.

## Életpályája
1970-ben kezdte meg egyetemi tanulmányait a Gödöllői Agrártudományi Egyetem mezőgazdasági mérnöki szakán, ahol 1975-ben szerzett diplomát. Ezt követően az egyetem növénynemesítési tanszékén maradt, ahol 1977-ben védte meg egyetemi doktori disszertációját. Ugyanebben az évben váltott Martonvásárra, az MTA Mezőgazdasági Kutatóintézetbe tudományos segédmunkatársi beosztásban. 1980-tól tudományos munkatársként, 1984-től tudományos főmunkatársként dolgozott az intézetben. 1992-ben az intézet igazgatójává nevezték ki, ekkor tudományos tanácsadói beosztásba (később kutatóprofesszori) került. Tisztségében azóta többször megerősítették. Pozícióját az intézet MTA Agrártudományi Kutatóközpontjába való integrációja után is megtartotta. Kutatóintézeti állása mellett a Pannon Egyetem Doktori és Habilitációs Tanácsába is bekerült, emellett az Eötvös Loránd Tudományegyetem és a Budapesti Műszaki és Gazdaságtudományi Egyetem egy-egy doktori iskolájának oktatója.
1983-ban védte meg a mezőgazdasági tudomány kandidátusi, 1993-ban akadémiai doktori értekezését. Az MTA Növénynemesítési Bizottságának lett tagja. 2004-ben a Magyar Tudományos Akadémia levelező, 2010-ben rendes tagjává választották. A Veszprémi Területi Bizottságba és intézetigazgatóként az Akadémiai Kutatóhelyek Vezetőinek Tanácsába is bekerült. Akadémiai tevékenységén túl az Academia dei Georgofili és Európai Növénynemesítők Tudományos Szervezete (EUCARPIA) is aktív, utóbbiban 2008-ban elnökké választották. Több mint kétszázötven tudományos publikáció szerzője vagy társszerzője, emellett több mint huszonöt szabadalom birtokosa és több mint negyven új búzafajta társnemesítője.

## Díjai, elismerései
- Akadémiai Díj (1992)
- Jedlik Ányos-díj (1996)
- a Debreceni Agrártudományi Egyetem díszdoktora (1999)
- A Magyar Köztársasági Érdemrend lovagkeresztje (2001)
- Justus Liebig-díj (2004)
- a Pannon Egyetem díszdoktora (2006)
- Gábor Dénes-díj (2010)

## Főbb publikációi
- Őszi búzafajták termőképesség stabilitása különböző ökológiai viszonyok között (társszerző, 1977)
- Effect of GA3 treatment during vernalisation on various types of winter wheat (társszerző, 1980)
- Genetic advance in wheat breeding and its contribution to yield gains (társszerző, 1986)
- Half diallel analysis of different characters in wheat anther culture (társszerző, 1992)
- A martonvásári 1B/1R transzlokációs búzafajták agronómiai tulajdonságai (társszerző, 1993)
- Effect of induction medium pH and maltose concentration on in-vitro androgenesis of hexaploid winter triticale and wheat (társszerző, 1994)
- Agronómiai kezeléskombinációk őszi búzafajták sütőipari minőségére gyakorolt hatásának elemzése főkomponensanalízissel (társszerző, 1996)
- Effects of loci on chromosomes 2 (2H) and 7 (5H) on developmental patterns in barley (Hordeum vulgare L) under different photoperiod regimes (társszerző, 1997)
- Breeding for breadmaking quality using old Hungarian wheat varieties (társszerző, 1998)
- Items from Hungary: Breeding (társszerző, 2000)
- Dynamics of changes in the races and virulence of wheat powdery mildew in Hungary between 1971 and 1999 (társszerző, 2001)
- Computerised data management system for cereal breeding (társszerző, 2001)
- In vitro androgenesis of wheat: from fundamentals to practical application (társszerző, 2001)
- Dissemination of the highly expressed Bx7 glutenin subunit (Glu-B1al allele) in wheat as revealed by novel PCR markers and RP-HPLC (társszerző, 2004)
- Effect of heat and drought stress on the photosynthetic processes of wheat (társszerző, 2006)
- The HEALTHGRAIN cereal diversity screen: concept, results and prospects (társszerző, 2008)
- Variation in the content of dietary fiber and components there of in wheats in the HEALTHGRAIN diversity screen. (társszerző, 2008)
- Variation in mineral micronutrient concentrations in grain of wheat lines of diverse origin (társszerző, 2009)
- Natural Variation in Grain Composition of Wheat and Related Cereals (társszerző, 2013)